# Clematis patens 'Evipo061'
Cultivar
La clématite patens 'Evipo061' est un cultivar de clématite obtenu en 2012 par Raymond Evison en Angleterre. Elle porte le nom commercial de clématite patens  Bernardine 'Evipo061' .
Bernardine fut présentée au Chelsea Flower Show en 2013.

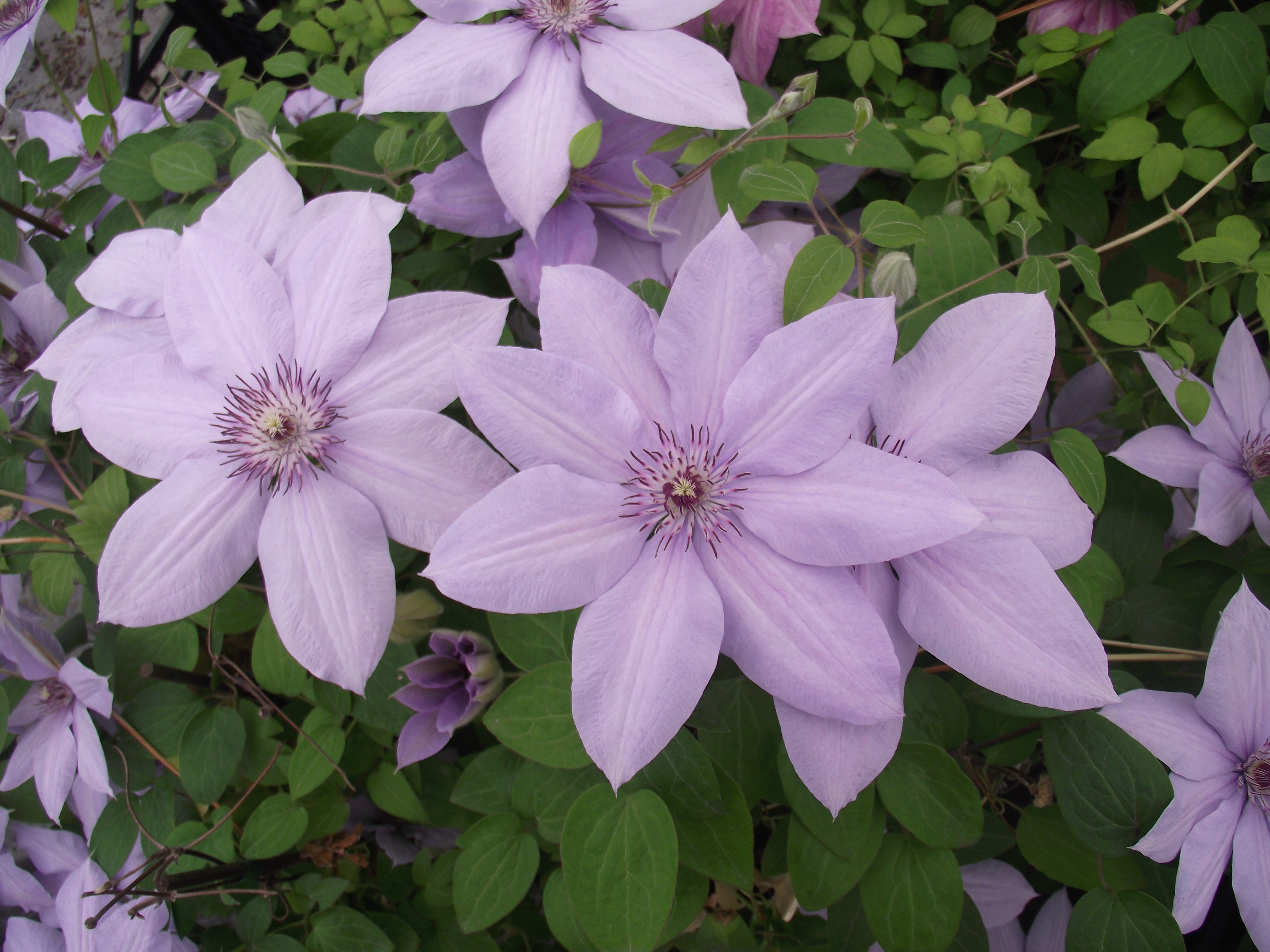
Clematis patens Bernardine 'Evipo061'.

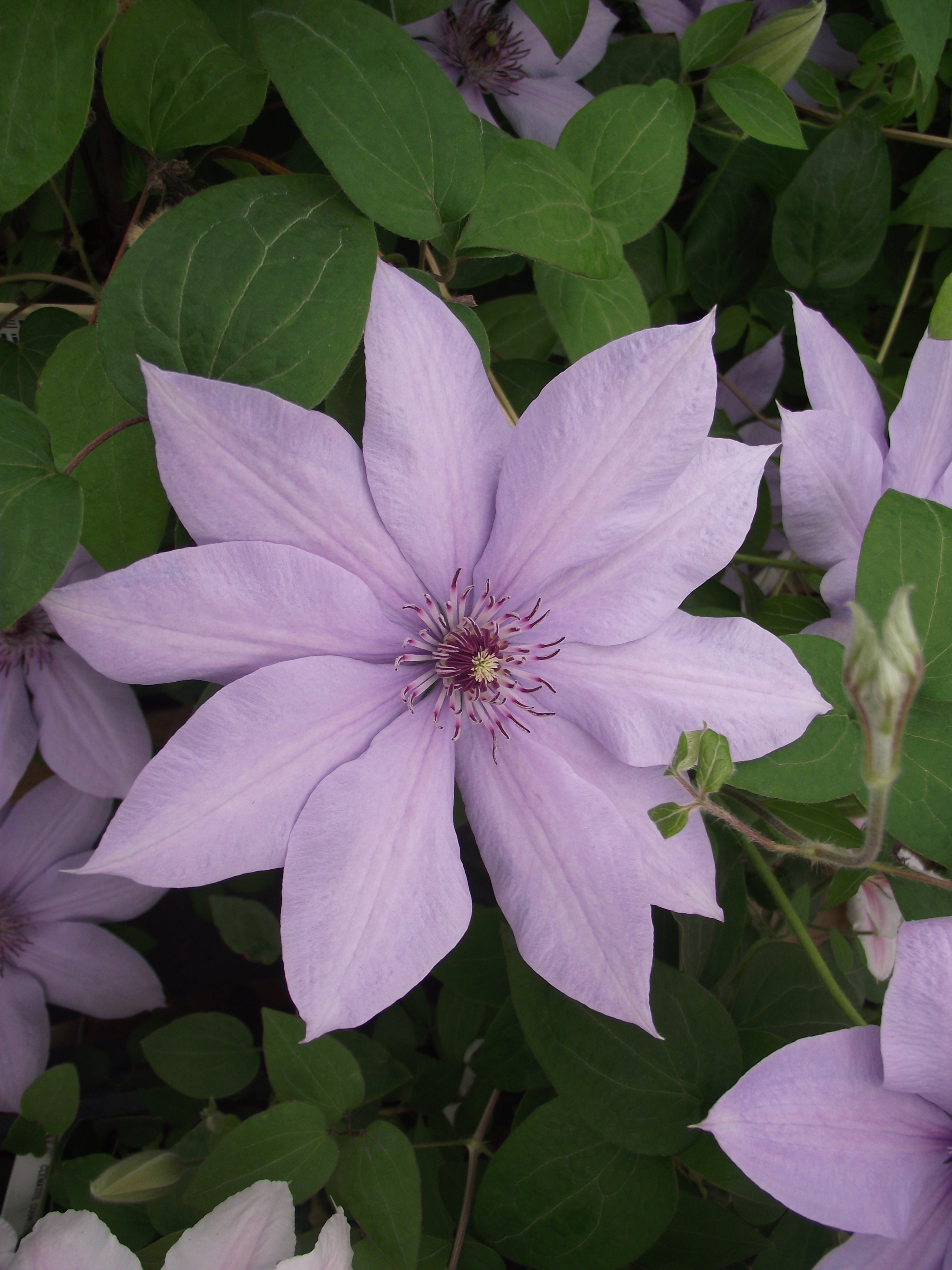
Clematis patens Bernardine 'Evipo061'.

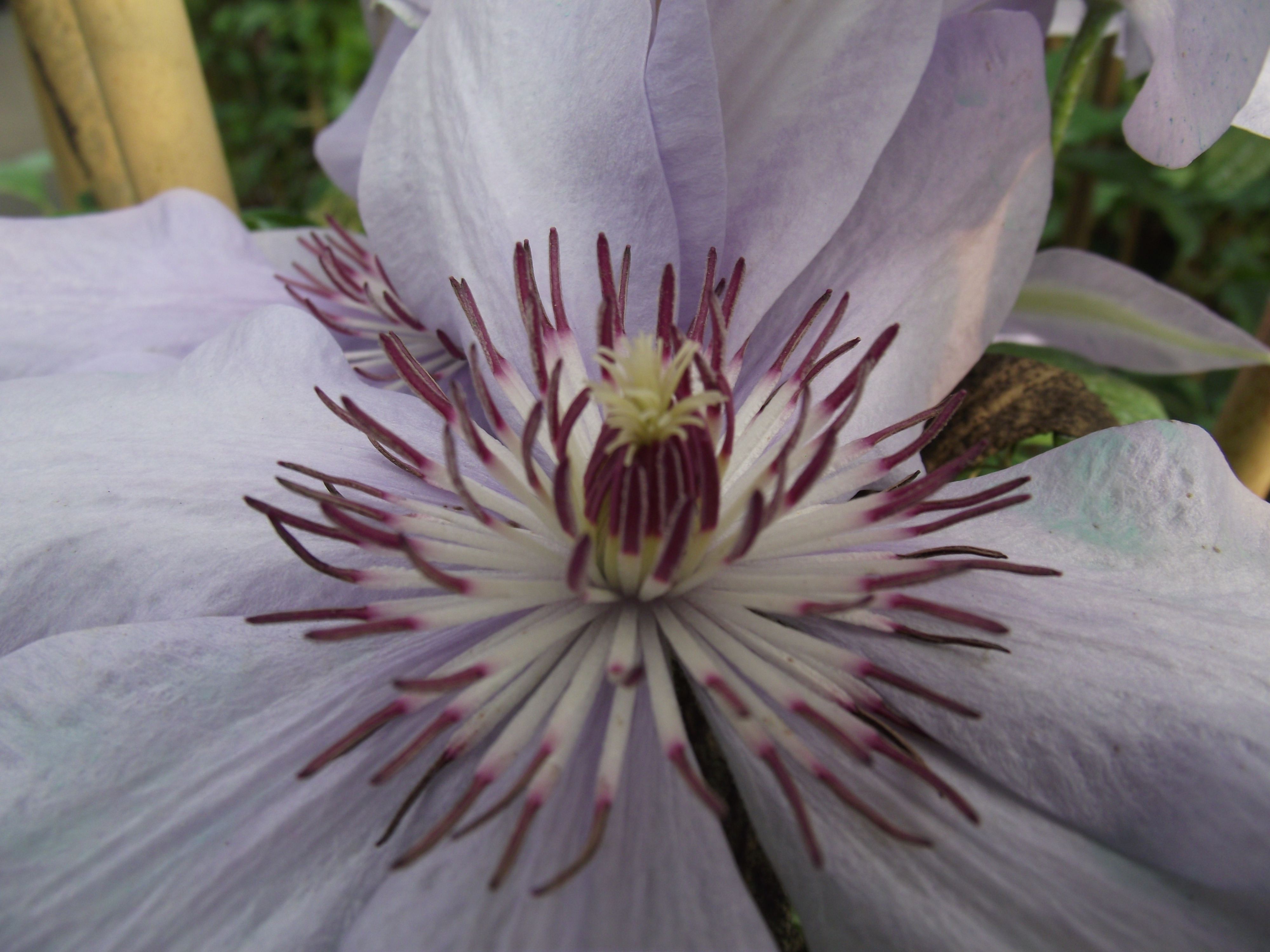
Clematis patens Bernardine 'Evipo061'.

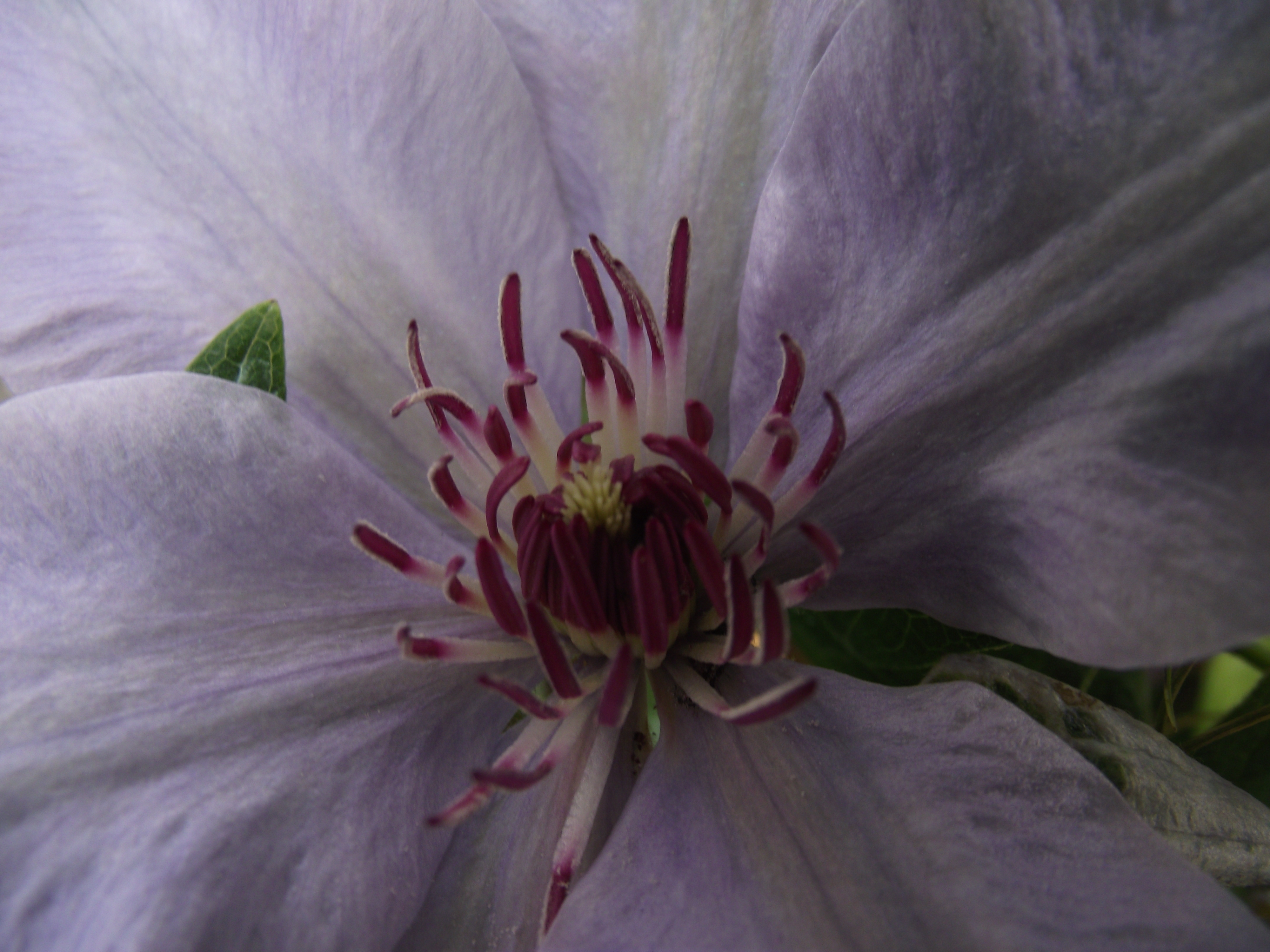
Clematis patens Bernardine 'Evipo061'.

## Description

### Feuilles
Les feuilles caduques de cette clématite sont parfois simples, parfois alternes et trifoliées. en moyenne elles mesurent 10 cm. De mars à octobre les feuilles sont vertes, en novembre elles virent au jaune orangé juste avant de tomber.

### Tiges
Les tiges de la clématite Bernardine apparaissent de couleur verte sur les pousses de l'année, en vieillissant le bois se durcit et devient rougeâtre et marron.

### Fleurs
La clématite Bernardine dispose d'une fleur de taille moyenne bleu clair avec une médiane légèrement rosé pouvant atteindre 15 cm. Les fleurs de ce cultivar apparaissent la plupart du temps sur l'ensemble de la plante.

#### Bouton floral et pédoncule
Le bouton floral de Bernardine est allongé et ovoïde d'environ 4 à 5 cm, de couleur vert/gris à un quart de son ouverture. Le pédoncule quant à lui mesure environ 15 à 20 millimètres de couleur verte également.

#### Sépales
Les sépales de la clématite Bernardine mesurent entre 6 et 8 cm de long. Ils sont ondulés et striés le long de la nervure centrale.

#### Étamines et stigmates
Bernardine possède des  étamines de couleur jaune et des stigmates de rouge presque pourpre nuancent très bien avec le bleu tendre du sépale.

#### Parfum
Cette clématite n'a pas de parfum.

## Obtention
La reproduction asexuée de ce cultivar pour la commercialisation a commencé dans les pépinières de Raymond Evison sur l’île de Guernesey en 2012, dans le but de produire une clématite à port compact et très florifère.

## Protection
'Evipo061' est protégé par l'Union pour la protection des obtentions végétales sous licence PBR & PPaf. Le nom commercial 'Bernardine' est protégé par une licence trademark.

## Culture

### Plantation
La clématite Bernardine s'épanouit très bien en pot ou en pleine terre. Elle doit être plantée dans un mélange drainant, fertile et léger. Les racines préfèrent  un sol frais et ombragé.

### Croissance
À taille adulte cette clématite dispose d'une croissance importante entre 1.50 et 2 mètres.

### Floraison
Bernardine fleurit deux fois par an, du mois de mai et juin pour la floraison printanière et entre août et septembre pour la floraison sur le bois de l'année de l'automne.

### Utilisations
Bernardine est parfait pour les pergolas, treillis, tonnelles et clôtures. Elle peut aussi grimper sur des supports naturels tels que les feuillus, des conifères et des arbustes.

### Taille
La clématite Bernardine a besoin d'une taille annuelle, souvent au mois de mars mais à toute période de repos végétatif. Elle demande une taille modérée, c'est-à-dire une taille de 30 cm ou un tiers des branches.

### Résistance
Cette clématite résiste à des températures jusqu'à moins 20 degrés Celsius.

### Maladies et ravageurs
La clématite Bernardine est sensible à l'excès d'eau ce qui pourrait provoquer une pourriture du collet de la plante et ainsi la mort de la clématite. Elle peut également souffrir d'apoplexie due à un champignon appelé Ascochyta clematidina, provoquant un flétrissement brutal des feuilles. Pour combattre ce champignon la terre doit être remplacée sur 20 cm et l'excès d'eau doit être proscrit.
Les limaces peuvent également s'attaquer à cette clématite et notamment aux jeunes pousses du printemps.

## Récompenses
- Médaille d'argent au HTA National Plant de Coventry en Angleterre dans la catégorie plantes grimpantes.